# Frank Hopf
Pour les articles homonymes, voir Hopf.
Frank Hopf est un acteur américain né le 30 avril 1954 à New York, New York (États-Unis).

## Filmographie
- 2001 : Julie Johnson : Off Duty Police Officer
- 2001 : L'Ascenseur : Niveau 2 (Down) : Police officer
- 2001 : Love the Hard Way : Riot Officer
- 2002 : Manito : Corrections Officer
- 2004 : Et l'homme créa la femme (The Stepford Wives) : Stepford Husband
- 2004 : New York Taxi (Taxi) : Uniformed Cop
- 2005 : Indocumentados : Police officer
- 2005 : Tracks : Arresting officer
- 2005 : The Notorious Bettie Page : Jack Kramer
- 2006 : Inside Man : L'Homme de l'intérieur (Inside Man) : Barricade Officer